# Maison de Salis
 (août 2024).
Si vous disposez d'ouvrages ou d'articles de référence ou si vous connaissez des sites web de qualité traitant du thème abordé ici, merci de compléter l'article en donnant les références utiles à sa vérifiabilité et en les liant à la section « Notes et références ».

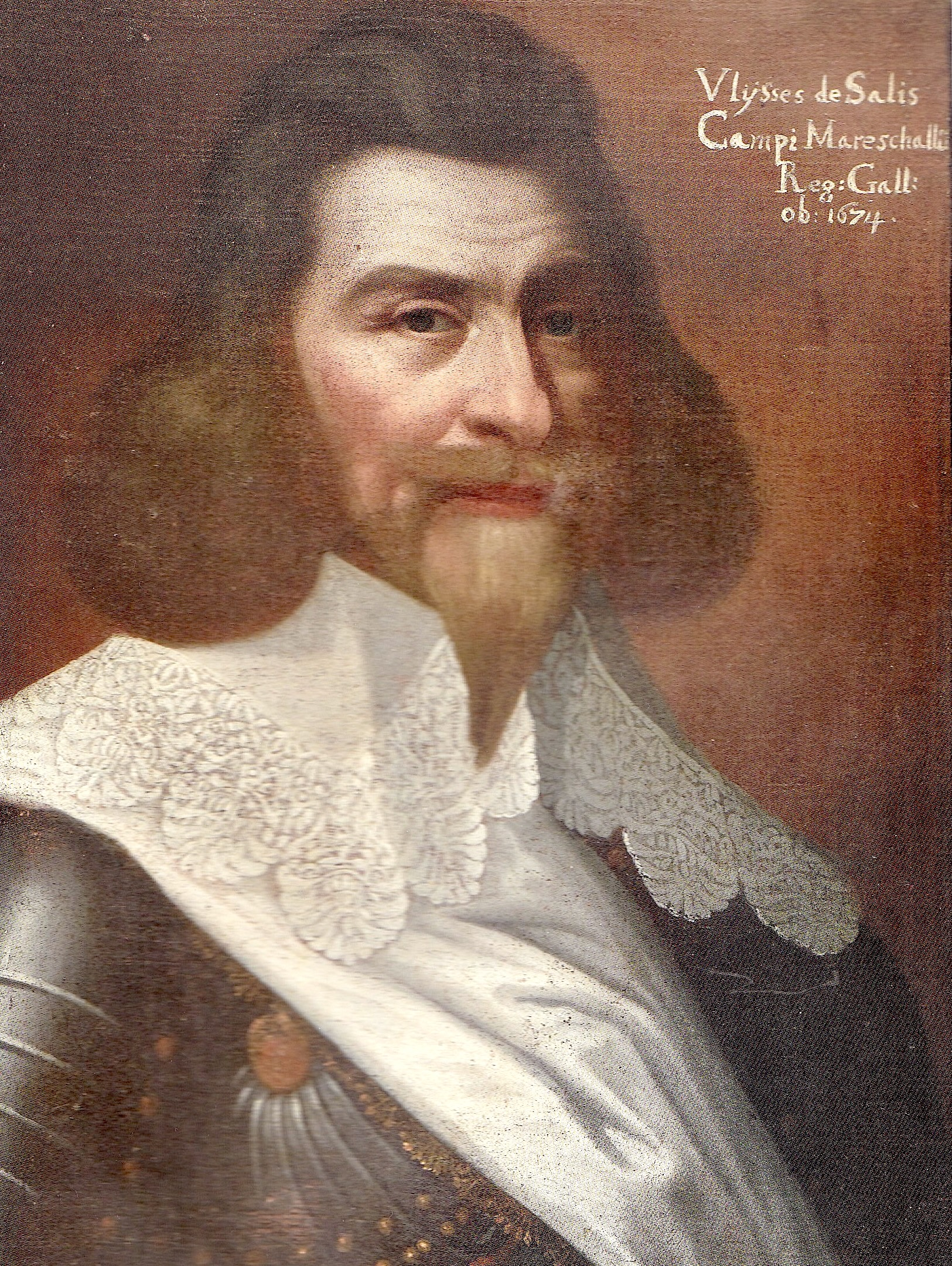
Ulysse de Salis
(1594–1674)

La Maison de Salis est une dynastie suisse de Soglio en Bregaglia dans le sud du canton des Grisons.

## Histoire
Le premier représentant de cette maison noble dont l'existence soit assurée par des pièces écrites, est Rodolfus de Salice de Solio (Soglio), qui est nommé en 1285–1293 et meurt au printemps 1300. Il était certainement un descendant de la famille patricienne des Salici de Côme connue à partir de 1202. En tant que ministériels et vassaux, bénéficiant en outre comme évêques de Coire des titres d’écuyer puis de chevalier, les Salis parvinrent à imposer leur autorité dans la région de Bergell ainsi que dans la Valteline voisine. Ils se développèrent en deux lignées principales : la lignée Johannique et la lignée Gubertine, qui s'imposèrent plus tard dans de nombreux pays d'Europe.
Les premières charges de la communauté des Grisons, celles de podestat du Bergell, qui deviendra ensuite celle de gouverneur de la Valteline, ainsi que celle de président des Trois Ligues, furent longtemps occupées par des Salis, surtout dans la lignée gubertine. Lorsqu'aux XVIe et XVIIe siècles la confrontation entre la Maison d'Autriche et la France des Valois (Troubles des Grisons (de)) fit des cols suisses alpins et de la disponibilité en mercenaires un enjeu géopolitique majeur, les deux couronnes s'efforcèrent de gagner la faveur des familles aristocratiques des Grisons. Les Salis optèrent pour le camp franco-vénitien et entraînèrent avec eux la majorité de leurs concitoyens. Au XVIIIe siècle les Salis formaient la famille la plus respectée de la république des Grisons et sa puissance économique et politique ne prit fin qu'avec la Révolution française.
En 1582, 1588, 1632 et 1766, les membres des lignées jumelles de Grüsch, de Marschlins, Maienfeld, Seewis et de Soglio, issues de la branche gubertine, obtinrent successivement les titres de barons d'empire, en 1694 puis 1748 celui de Comtes du Saint-Empire et en 1777 celui de comtes français, en 1815 celui de jonkheer puis (en 1822) de baron des Pays-Bas et de Prusse avec l'autorisation de faire figurer le nom de leur lignage. Les Salis-Samedan issus de la lignée johannique obtinrent en 1913 le titre de baron (Freiherr) de l'empire d'Autriche-Hongrie.
Les représentants actuels de cette maison aristocratique sont les barons von Salis-Soglio (dont le titre n'est plus qu'un titre de courtoisie par adoption, reconnu au terme de la Commission de Sélection de la Noblesse de 1956) avec couleurs aux armes des Boeselager/Salis depuis 1956.

## Armes
Les armoiries sont composées : « De chef un saule vert (italien salice) avec racines sur champ d'or, à pointe palée d'argent et de gueules de cinq pièces. » Sur un heaume à panache d'argent et de gueules se dresse une vierge nue couronnée à boucles d'or (figurant la déesse Bellone) avec à la place des bras deux ailes, l'une d'argent et l'autre de gueules.
La devise s'énonce : Mihi sunt pro fructibus arma (« je porte non des fruits mais des armes ») ou Salix flectitur, sed non frangitur (« le saule fléchit mais ne rompt pas »).

## Galerie

### Armes

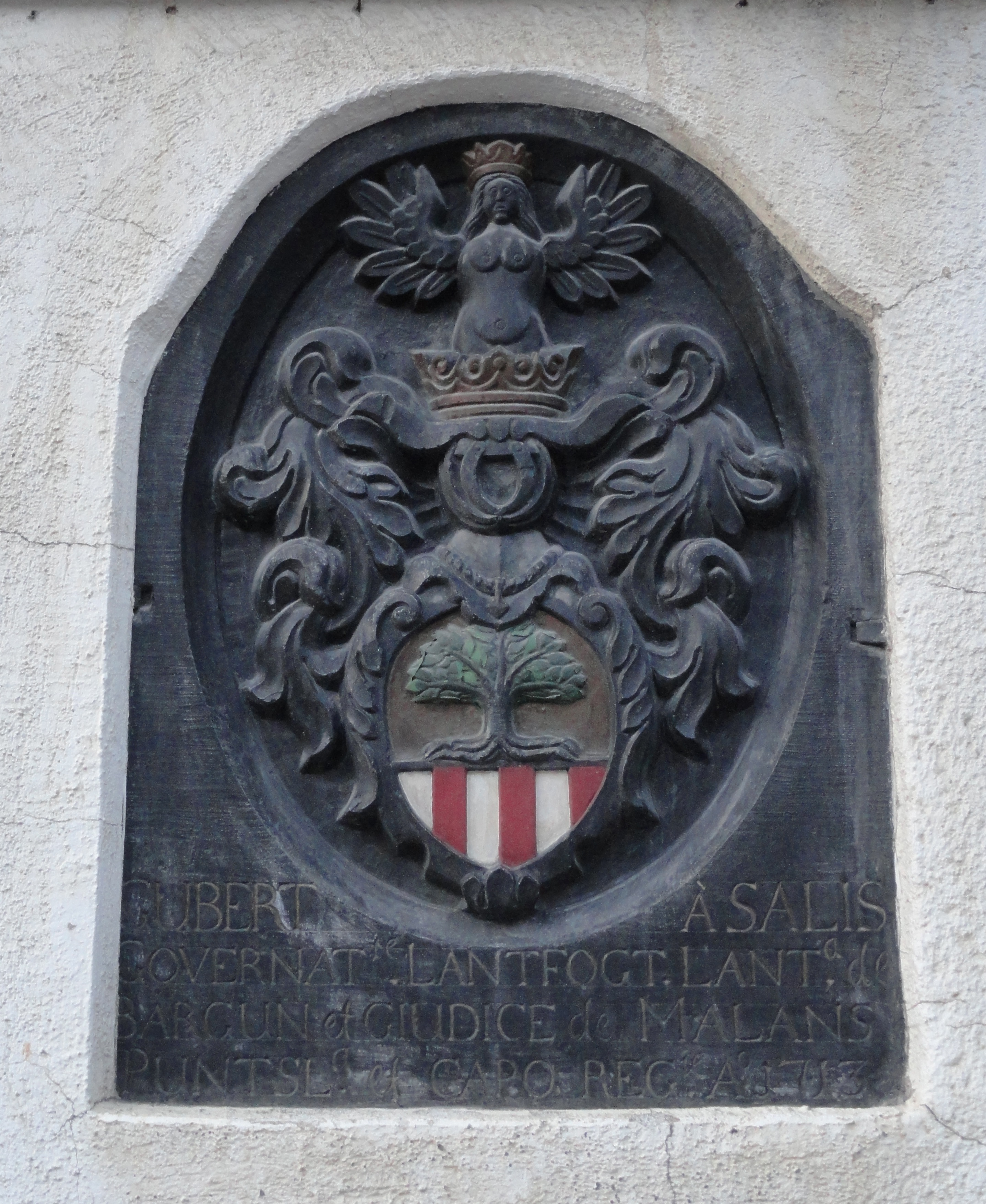
Armoiries au fronton d'un hôtel particulier à Bergün/Bravuogn
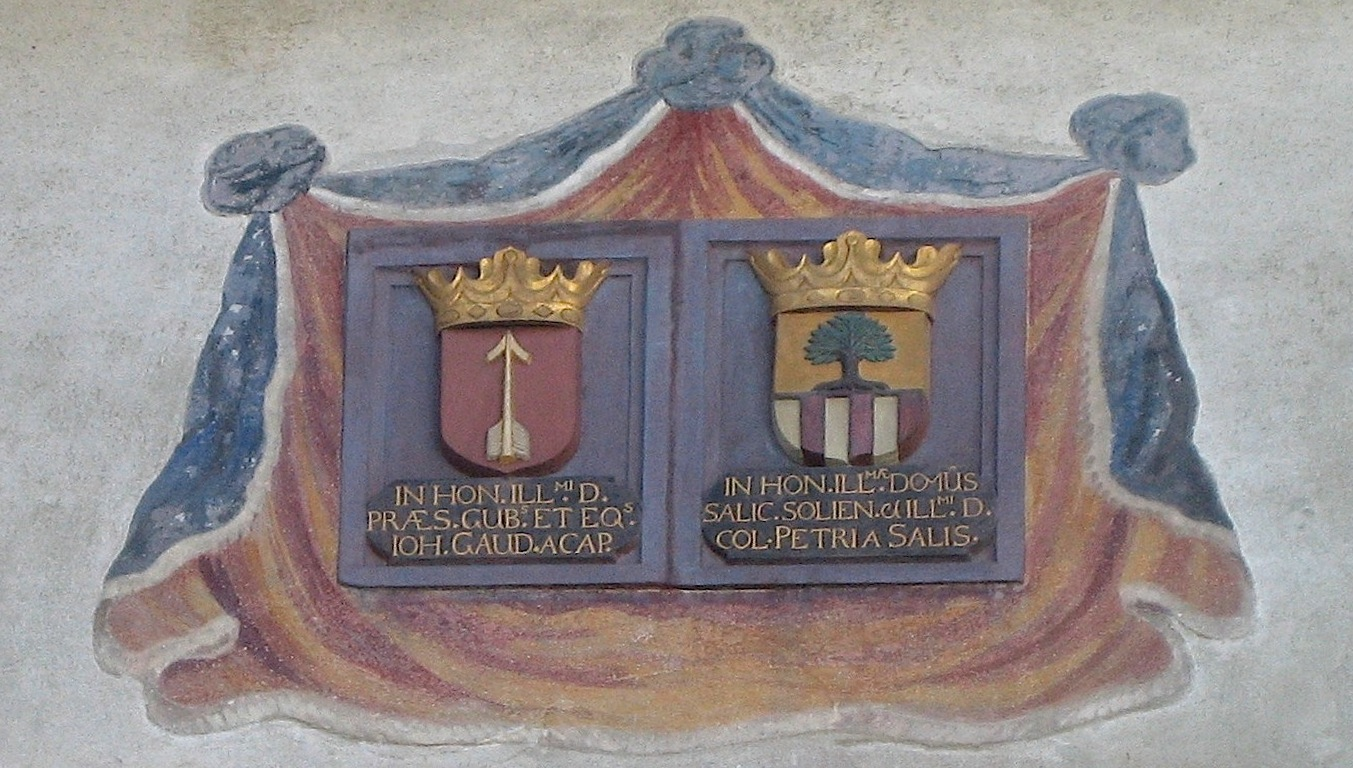
Armoiries des Capol et des von Salis à la Porta Sura d'Ilanz
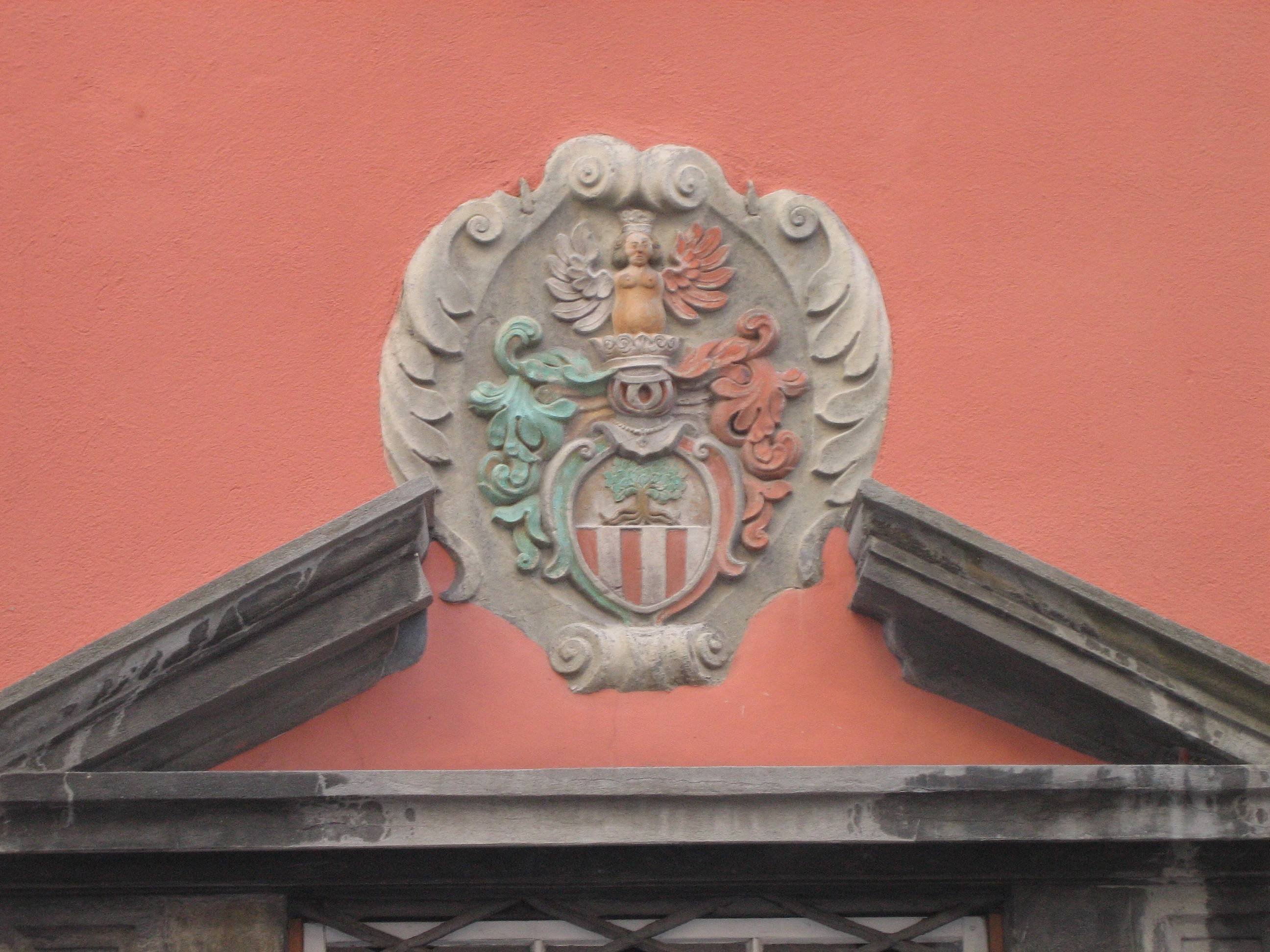
Armoiries des comtes von Salis au fronton de la 'Roten Haus' de Coire
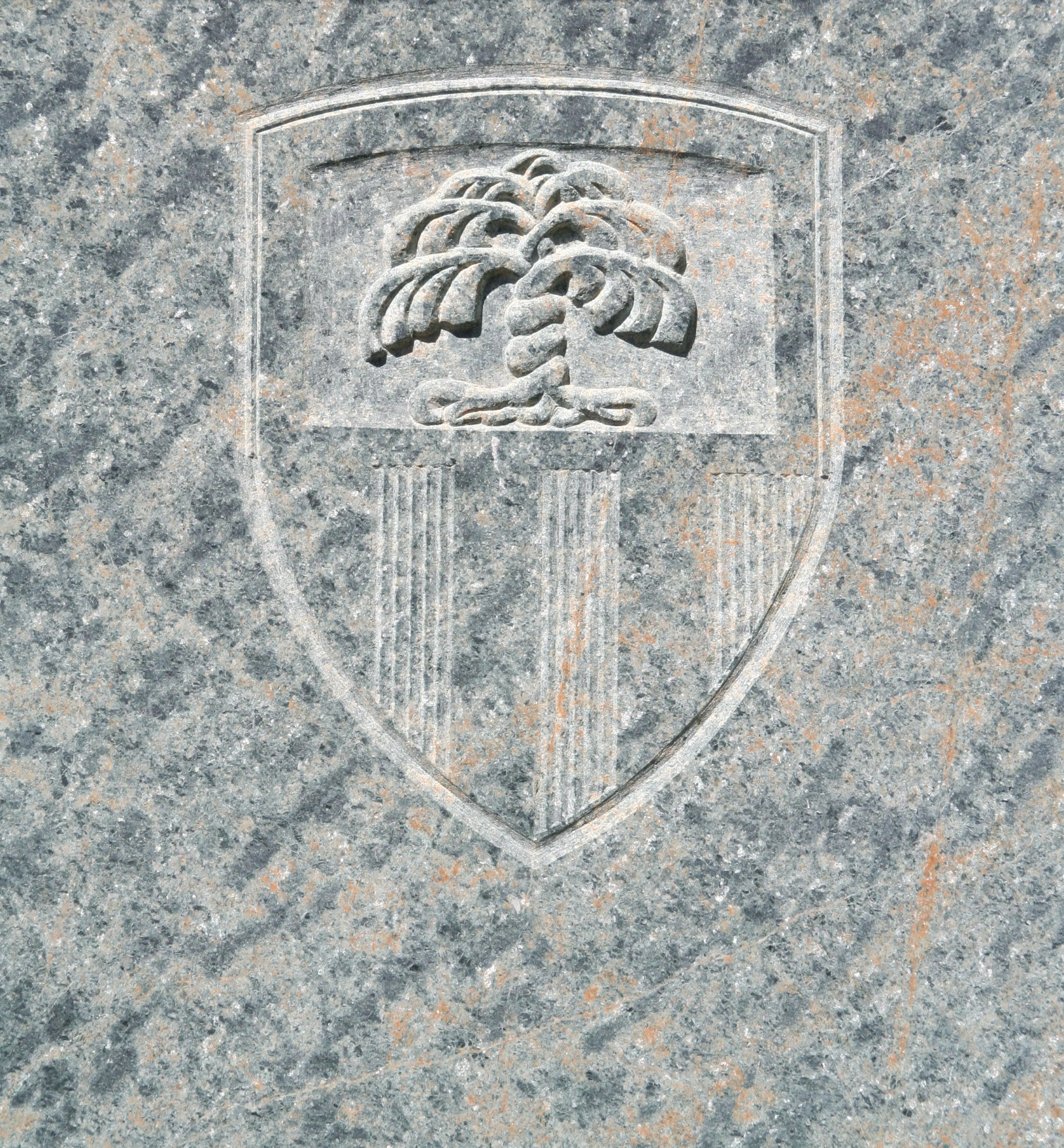
Armoiries sur une pierre tombale de Bondo

### Drapeau des régiments français de la famille Salis

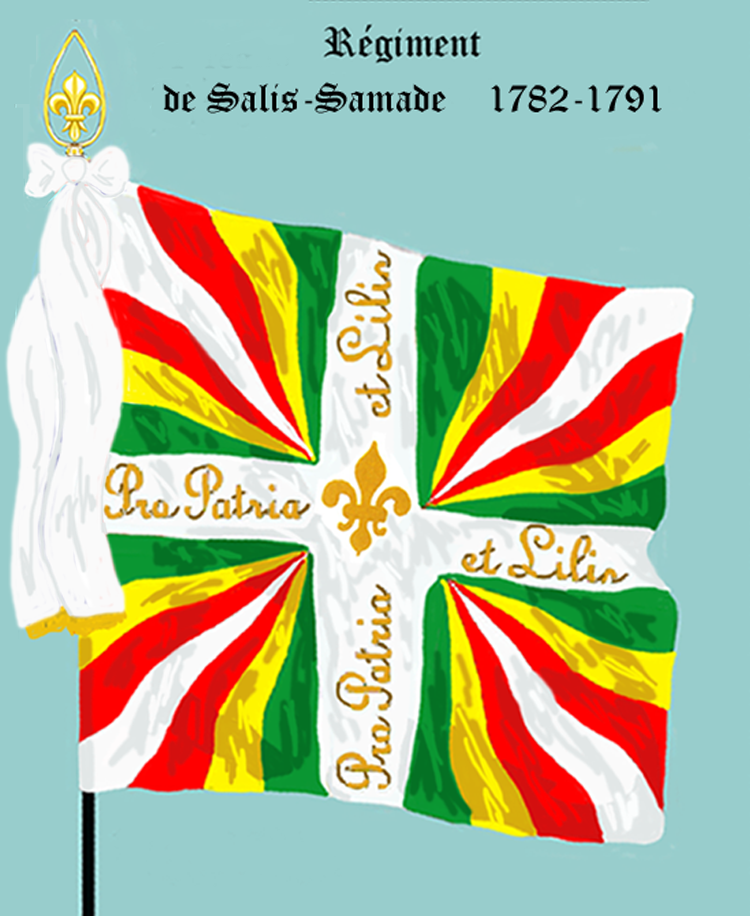
Régiment de Salis-Samade
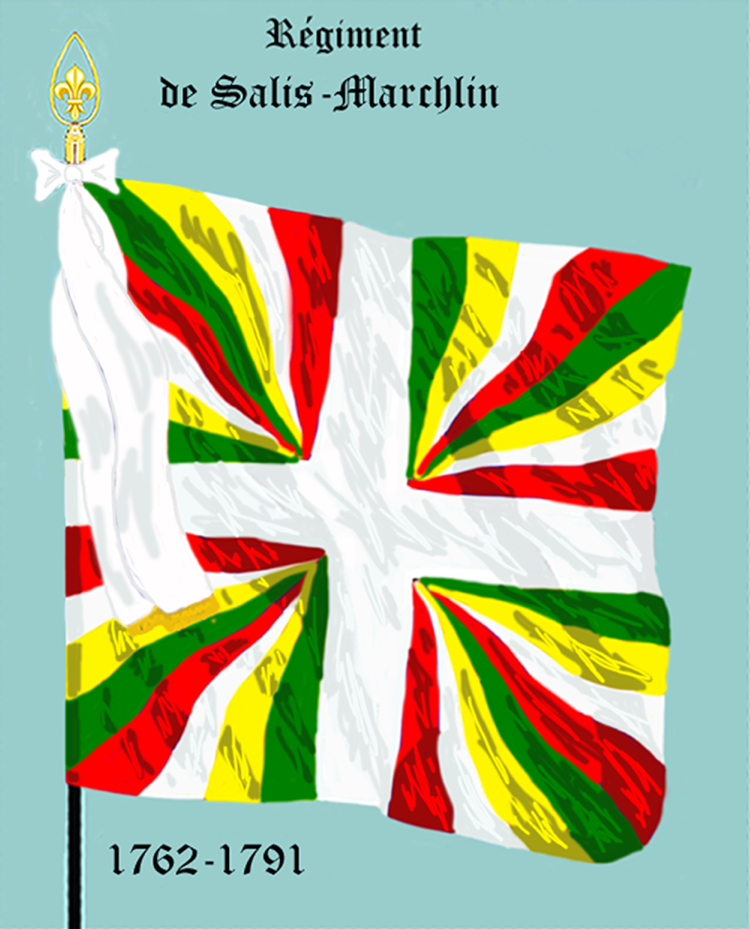
Régiment de Salis-Marschlins
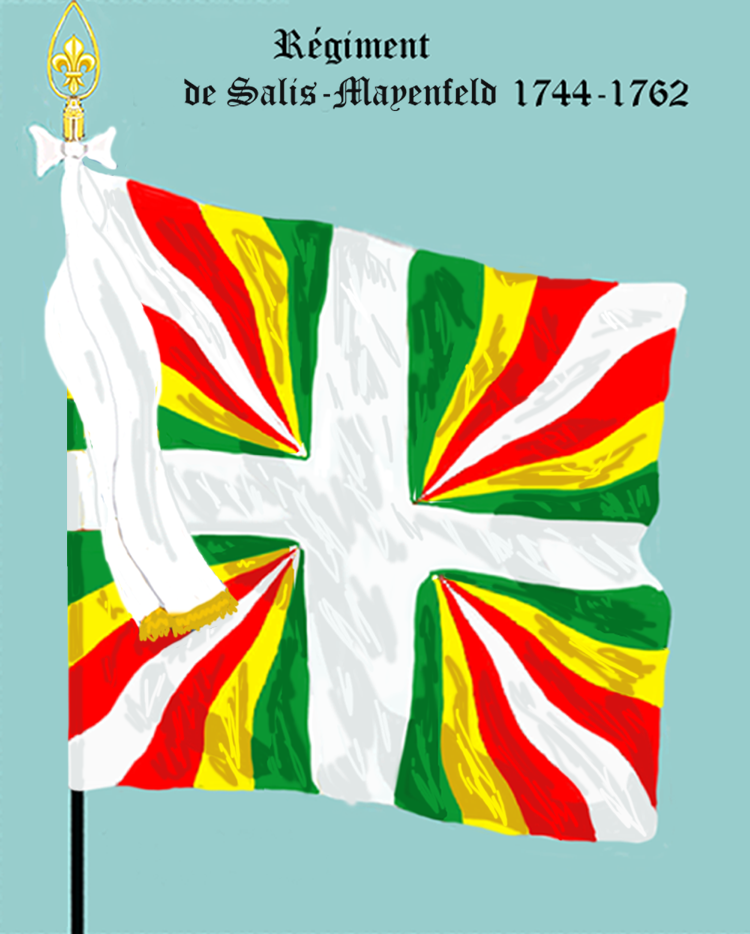
Régiment de Salis-Mayenfeld
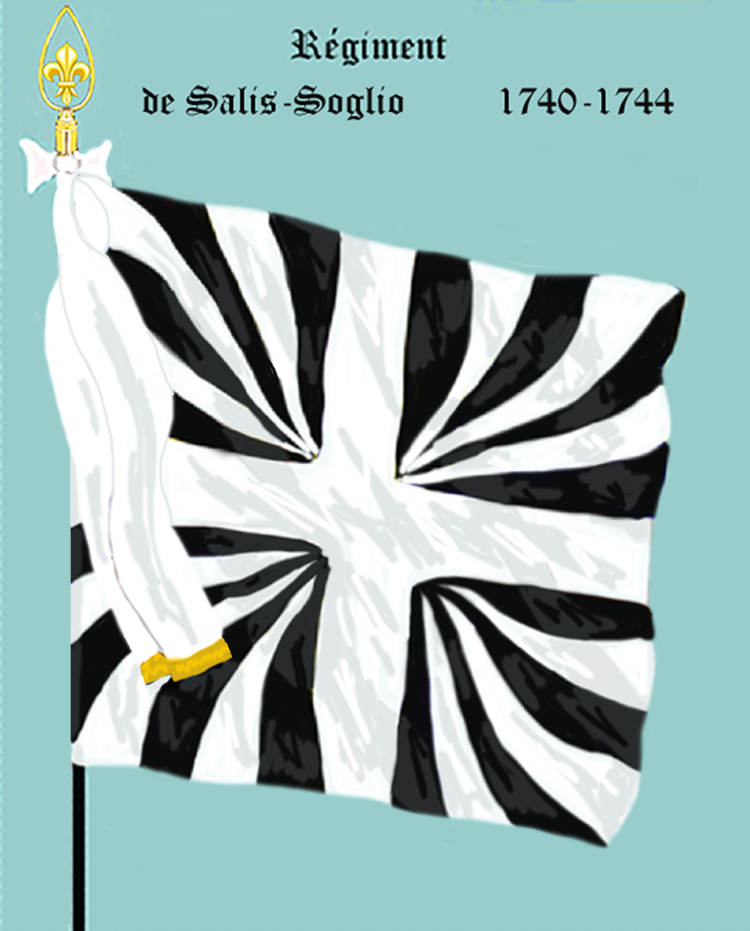
Régiment de Salis-Soglio

## Personnalités
- Antoine baron de Salis-Marschlins, colonel du régiment de Salis-Marschlins en 1762
- Arnold von Salis (né en 1881; † 1958), archéologue helléniste
- Carl von Salis (né en 1886; † 1941), peintre
- Charles Ulysse de Salis-Mayenfeld, mestre de camp du régiment de Salis-Mayenfeld en 1744
- Daniel von Salis-Soglio (né en 1829; † 1919), général autrichien
- Hortensia von Salis-Maienfeld (née en 1659; † 1715), guérisseuse et militante du droit des femmes
- Jean Gaudens de Salis-Soglio, mestre de camp du régiment de Salis-Soglio en 1744
- Jean-Rodolphe de Salis (né en 1901; † 1996), historien et journaliste suisse
- Johann Gaudenz Dietegen von Salis-Seewis (1825-1886), juriste et homme politique suisse
- Johann Gaudenz von Salis-Seewis (né en 1762; † 1834), poète suisse
- Jean-Ulrich de Salis-Soglio (né en 1790; † 1874), général suisse
- Giovanni Ulisse Salis (1819-1893), patriote italien et protagoniste du Risorgimento
- Meta von Salis (née en 1855; † 1929), historienne et féministe suisse
- Ulysse de Salis (1594-1674), militaire suisse.
- Ulysse von Salis-Marschlins (né en 1728; † 1800), homme politique suisse

## Alliances
Famille de Touchebœuf